# I Capuleti e i Montecchi

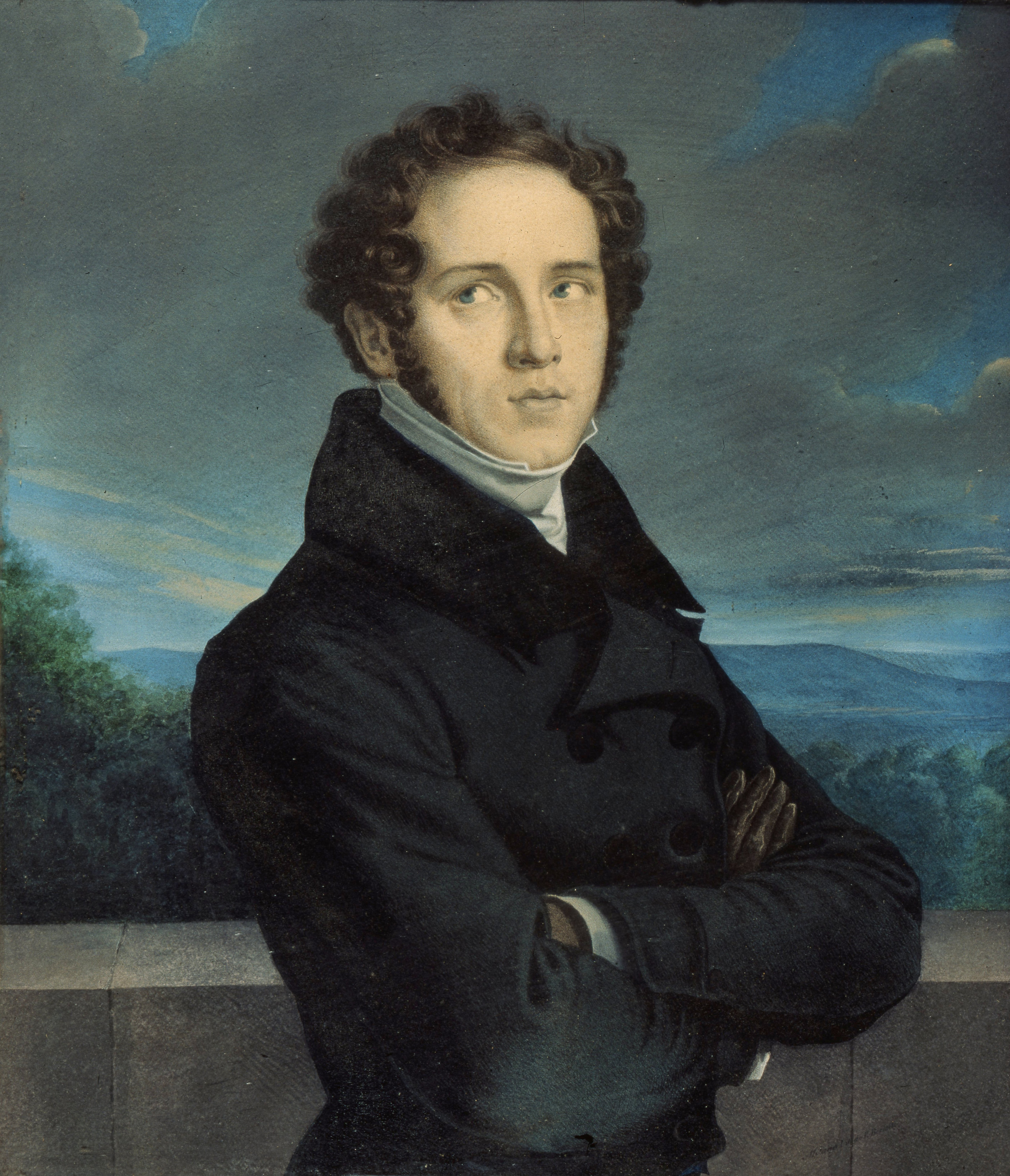
Vincenzo Bellini

I Capuleti e i Montecchi är en italiensk opera i två akter med musik av Vincenzo Bellini och libretto av Felice Romani efter Matteo Bandellos 1500-tals roman Giuletta e Romeo, samt en pjäs med samma namn av Luigi Scevola. Det var dessa källor som användes mer än Shakespeare tragedi Romeo och Julia.

## Historia
År 1829 befann sig Bellini i Venedig för att övervara en nyuppsättning av Il pirata. Under samma period avbröt operatonsättaren Giovanni Pacini sitt åtagande att leverera en opera till den kommande säsongen. Impressarion Lanari övertalade Bellini att komma till hans räddning genom att komponera en ny opera inom kort - någonting som Bellini i vanliga fall inte åtog sig. Uppgiften löstes tack vare att Romani kunde omarbeta ett libretto som ursprungligen hade tonsatts av Nicola Vaccai fyra år tidigare, samt att Bellini hade en hel del outnyttjad musik kvar från sin mindre lyckade opera Zaira. Operan gjorde stor succé vid premiären den 11 mars 1830. Svensk premiär den 29 januari 1837 på Malmö Teater.

## Personer
- Tebaldo, förlovad med Giulietta (tenor)
- Capellio, huvudman för ätten Capuleti, Giuliettas fader (bas)
- Lorenzo, doktor och trotjänare till Capuleti (bas)
- Romeo, huvudman för Montecchi (mezzosopran)
- Giulietta, förälskad i Romeo (sopran)

## Handling

### Akt I
Krig hotar utbryta mellan ätterna Guelph och Ghibelline. Ätten Capuletis ledare, Capellio vägrar acceptera kravet att hans dotter Giulietta ska gifta sig med Romeo, och insisterar på att hon ska gifta sig med Tebaldo istället. Romeo misslyckas med att övertala Giulietta att rymma med honom. Istället smyger han och hans följeslagare in i staden förklädda och stör bröllopsfestligheterna. Tebaldo och Romeo blir rivaler.

### Akt II
Giulietta rådfrågar familjedoktorn Lorenzo hur hon ska undslippa giftermålet med Tebaldo. Doktorn ger rådet att ta ett så starkt sömnmedel att alla tror hon har dött. När hon läggs i familjegraven kommer han och Romeo vänta på henne där. Men Lorenzos plan går om intet då han arresteras. Romeo tror att Giulietta har dött på riktigt och tar gift. När hon vaknar upp är han döende och då Capellio och Lorenzo kommer inrusande för att avstyra katastrofen finner de henne livlös och hjärtebruten liggande på Romeos kropp.